# فرانك ستانلي
فرانك ستانلي (بالإنجليزية: Frank Stanley)‏ هو مصور سينمائي أمريكي، ولد في 5 مايو 1922 في نيويورك في الولايات المتحدة، وتوفي في 21 ديسمبر 1999 في ساراسوتا في الولايات المتحدة.

## وصلات خارجية
- فرانك ستانلي على موقع IMDb (الإنجليزية)
- فرانك ستانلي على موقع ألو سيني (الفرنسية)
- فرانك ستانلي على موقع أول موفي (الإنجليزية)
- فرانك ستانلي على موقع قاعدة بيانات الأفلام السويدية (السويدية)
- فرانك ستانلي على موقع قاعدة بيانات الفيلم (الإنجليزية)
- فرانك ستانلي على موقع كينوبويسك (الروسية)